# Aithaloderma
Aithaloderma är ett släkte av svampar. Aithaloderma ingår i familjen Capnodiaceae, ordningen Capnodiales, klassen Dothideomycetes, divisionen sporsäcksvampar och riket svampar.
|              | Capnodium                                    |
|              |                                              |
|              | Polychaeton                                  |
|              |                                              |
|              | Polychaetella                                |
|              |                                              |
|              | Tripospermum                                 |
|              |                                              |
|              | Trichomerium                                 |
|              |                                              |
|              | Scolecoxyphium                               |
|              |                                              |
|              | Phaeoxyphiella                               |
|              |                                              |
|              | Ciferrioxyphium                              |
|              |                                              |
|              | Ceramoclasteropsis                           |
|              |                                              |
|              | Callebaea                                    |
|              |                                              |
|              | Anopeltis                                    |
|              |                                              |
|              | Acanthorus                                   |
|              |                                              |
|              | Scoriadopsis                                 |
|              |                                              |
|              | Apiosporium                                  |
|              |                                              |
|              | Capnophaeum                                  |
|              |                                              |
|              | Fumagospora                                  |
|              |                                              |
|              | Echinothecium                                |
|              |                                              |
|              | Leptoxyphium                                 |
|              |                                              |
| Aithaloderma | \| \| Aithaloderma clavatisporum \| \| \| \| |
|              | \| \| Aithaloderma clavatisporum \| \| \| \| |
|              | Phragmocapnias                               |
|              |                                              |
|              | Scorias                                      |
|              |                                              |
|              | Hyaloscolecostroma                           |
|              |                                              |
|              | Limaciniaseta                                |
|              |                                              |
|              | Plurispermiopsis                             |
|              |                                              |
|              | Fumiglobus                                   |
|              |                                              |
|              | Aithaloderma clavatisporum                   |
|              |                                              |

|  | Aithaloderma clavatisporum |
|  |                            |